# Ульфгільда Хаконсдоттер

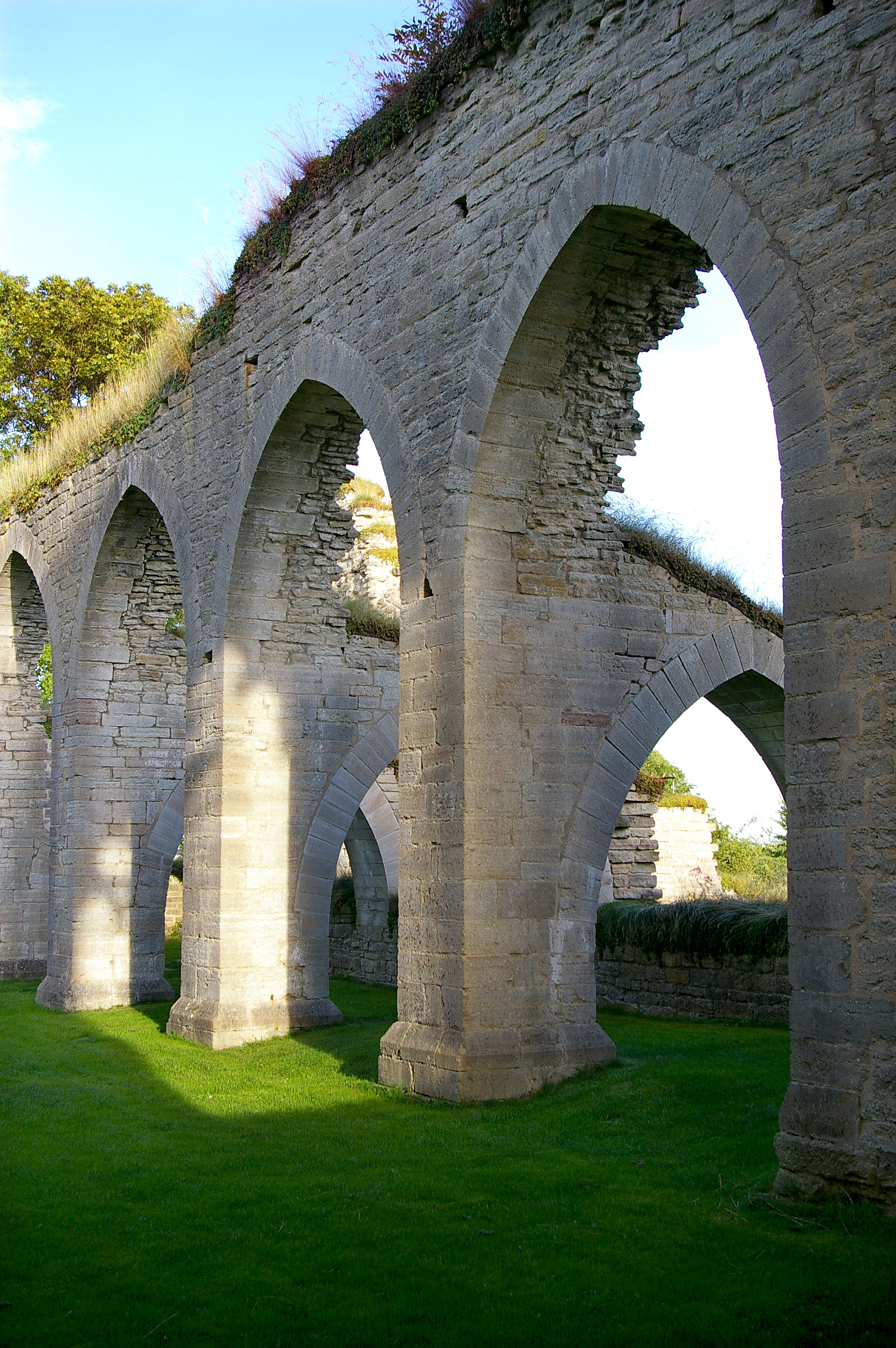
Ульфгільда Хаконсдоттер, королева Швеції і Данії, ймовірно похована в монастирі Альвастра.

Ульфгільда Хаконсдоттер (Вульфгільда; швед. Ulfhild, англ. Wulfhild, Wolfhild; нар. бл. 1095 — пом. бл. 1148) — середньовічна скандинавська королева, двічі королева Швеції (близько 1117 — бл. 1125 та бл. 1134 — бл. 1148) і одного разу королева Данії (близько 1130 — бл. 1134). У першому шлюбі з королем Швеції Інге Молодшим, у другому — з королем Данії Нільсом, а в третьому — з королем Швеції Сверкером I Старшим. Увійшла в історію як фатальна жінка середньовічної Скандинавії, а також як благодійниця католицької церкви.

## Біографія
Ульфгільда Хаконсдоттер народилася близько 1095 року в Норвегії. Сага «Красива шкіра» називає її батьком норвезького магната Хакона Фіннсона. Ім'я її матері не збереглося, однак сучасні історики припускають, що її матір'ю могла бути колишня королева Норвегії і Данії Маргарет Фредкулла, донька Інге Старшого.

### Перший шлюб
Юна Ульфгільда була видана в шлюб з шведським королем Інге Молодшим приблизно в 1116 / 1117 роках. У них не було дітей. Інге був молодшим з двох правлячих братів. Старший брат, король Філіп, помер у 1118 році за невідомих обставин, залишивши Інге єдиним правителем. Коротка хроніка в «Законі Готланда» свідчить, що король Інге помер від злого напою в Естерйотланді. Деякі пізніші джерела називають місцем вбивства абатство Врета. Це сталося до 1129 року, хоча точна дата невідома.

### Другий шлюб
Через деякий час після смерті короля Інге Ульфгільда переїхала в Данію, а не повернувся до Норвегії. Можливо, вона зробила це, щоб вимагати притулку: у неї, очевидно, були рідні і союзники в Данії, в той час як у Швеції була політична нестабільність. Вона стала дружиною короля Данії Нільса після смерті його першої дружини Маргарет Фредкулли зі Швеції близько 1130 року. Шлюб приблизно збігся з проголошенням сина Нільса Магнуса Сильного королем в деяких частинах Швеції. Втім, Ульфгільда натравила свого пасинка Магнуса на його двоюрідного брата і суперника Кнуда Лаварда. Канут був в кінцевому підсумку убитий Магнусом в 1131 році.
У Данії почалася громадянська війна, коли Нільс і Магнус виступили проти претендента Еріка Еріксона. Шлюб між Нільсом і Ульфгільдою не був гармонійним, чоловік був на 20-30 років старшим за неї. Літописець Саксон Граматик пише про драматичне розставання: «Серед іншого шведи, коли вони почули, що Магнус був зайнятий війною в Данії, проголосили свого співвітчизника на ім'я Сверкер, людину низького походження, своїм королем; не тому, що вони його настільки цінували, але тому, що не хотіли, щоб ними правив іноземець. Оскільки на чолі вони звикли мати співвітчизника, вони не могли погодитися з тим, щоб ними правив іноземець. Нільс одружився з Ульфгільдою з Норвегії після смерті Маргарет. Сверкер написав їй, освідчившись у коханні. Незабаром після цього він таємно відвіз її від чоловіка і змусив стати його дружиною. З цією коханкою, яку він помилково назвав своєю дружиною, він прижив сина Карла, який став королем після нього».

### Третій шлюб
Втеча Ульфгільди з Данії не датована, але повинен був мати місце між 1132 та 1134 роками. Цікава історія втечі може бути пояснена позицією Ульфгільди. Будучи вдовою Інге II, вона мала володіння та вплив вимерлого дому Стенкілів. Коли її пасинка Магнуса вислали з Швеції, шлюб з Ульфгільдою узаконив сходження Сверкера на престол, який не мав відношення до королівської династії. Наскільки відомо, не було жодних заперечень (крім часткового саксонського) проти її третього шлюбу або проти законності її дітей. Навпаки, клерикальні хроніки високо відгукуються про Ульфгільду, адже вона була благодійницею церкви. За ініціативою Ульфгільди були запрошені цистерціанці, які заснували абатство Альвастра і Нідала в 1143 році. Альвастра була заснована на землі, яка була частиною весільного дару Сверкера Ульфгільді.
Ульфгільда померла між 1143 і 1150 роками, пробувши королевою щонайменше 10 років. Сверкер одружився вдруге з Риксою Польською, вдовою Магнуса, короля Йотланда, суперника і супротивника Сверкера. Це також був політично мотивований шлюб, який, можливо, був спрямований на те, щоб залучити останні залишки партії Магнуса до Сверкера.

## Сім'я і діти
Відомо лише про чотирьох дітей, що вижили — всі від третього шлюбу з королем Швеції Сверкером.
- Гелена Сверкерсдоттер (розквіт 1157), королева Данії, в 1156 році стала дружиною Кнуда V. Пізніше черниця в монастирі Врета.
- Йоган Сверкерсон (пом. бл. 1152), ярл, убитий селянами в останні роки правління батька.
- Карл Сверкерссон (пом. 1167), після вбивства батька правив частиною територій Йотланда, пізніше отримав трон Швеції від династичних суперників Еріка IX Святого та Магнуса Хенріксена.
- Інгегерд Сверкерсдоттер (пом. 1204), абатиса монастиря Врета.